# Pervanche
Pervanche es una película uruguaya, perdida, dirigida por León Ibáñez Saavedra y estrenada el 11 de junio de 1920 en el Teatro Solís. Es considerada la primera película uruguaya de ficción.

## Producción
La película fue originada por una sociedad de beneficencia llamada Entre-Nous. Fue la primera de una serie de películas uruguayas producidas para exhibir a beneficio de obras filantrópicas. Como intérpretes participaron personalidades prestigiosas de la sociedad de beneficencia. La fotografía de la película fue realizada por Emilio Peruzzi, importante pionero del cine uruguayo, y Pio Quadri. En 1925 el esposo de María Magdalena "Micha" Villegas Márquez, una de las protagonistas, compró todas las copias de la película y las destruyó. Hasta hace unos años se conocía muy poco acerca del tema de la película, que según Manuel Martínez Carril, consistía en una "extraña mezcla de exposición agropecuaria y romance sentimental", pero gracias a un estudio reciente se pudieron reconstruir trama, fuentes de la misma, cast e historia.

## Sinopsis
Inspirada libremente en las novelas francesas Mademoiselle de la Seiglière (1848), de Jules Sandeau y Pervenche (1904) de Sybille Riquetti de Mirabeau Gyp, la película se trata de un melodrama propio de la época: luego de perder su fortuna, el marqués de Monfort (José Alberto Nicolich) vive en la cabaña trasera de su antiguo castillo, gracias a la caridad del actual propietario, Camillo, un antiguo criado suyo, quien luego de la muerte de su hijo Pierre (Alfredo Zumarán) en la guerra, devuelve los bienes al marqués, debido al amor paterno que siente por su hija, Pervanche (Gladys Cooper de Buck). Años después y de manera sorprendente, Pierre aparece en el castillo y exige a la joven su herencia. La discusión se salda con el matrimonio de ambos. 

## Reparto
El reparto fue integrado por:
- Gladys Cooper de Buck (en el rol de Pervanche de Monfort)
- María Magdalena Villegas Márquez (Sabine)
- Margarita Saavedra Barroso (Renée)
- María Isabel Moreno (Lisette)
- Elvira Mousqués (Bretona)
- Elisa Vargas (Visión Oriental)
- María Guerrero (La Experiencia)
- Nora Maurer (niña)
- José Alberto Nicolich (Marqués de Monfort)
- Alfredo Zumarán (Pierre Dupont)
- Prudencio Ellauri (Barón Gaspart d'Ebremont)
- Enrique Lasala (Vizconde Henri Le Pet)
- Benjamín Capurro (Le Garcon)
- León Ibáñez Saavedra (El lobo de mar)[1]